# Ewa Hedkvist Petersen
Pour les articles homonymes, voir Petersen.
Ewa Hedkvist Petersen, née le 15 janvier 1952 à Arvidsjaur, est une femme politique suédoise.
Membre du Parti social-démocrate suédois des travailleurs, elle siège au Riksdag de 1985 à 1994 et au Parlement européen de 1999 à 2007.